# نظريات المؤامرة عن البابا يوحنا بولس الأول

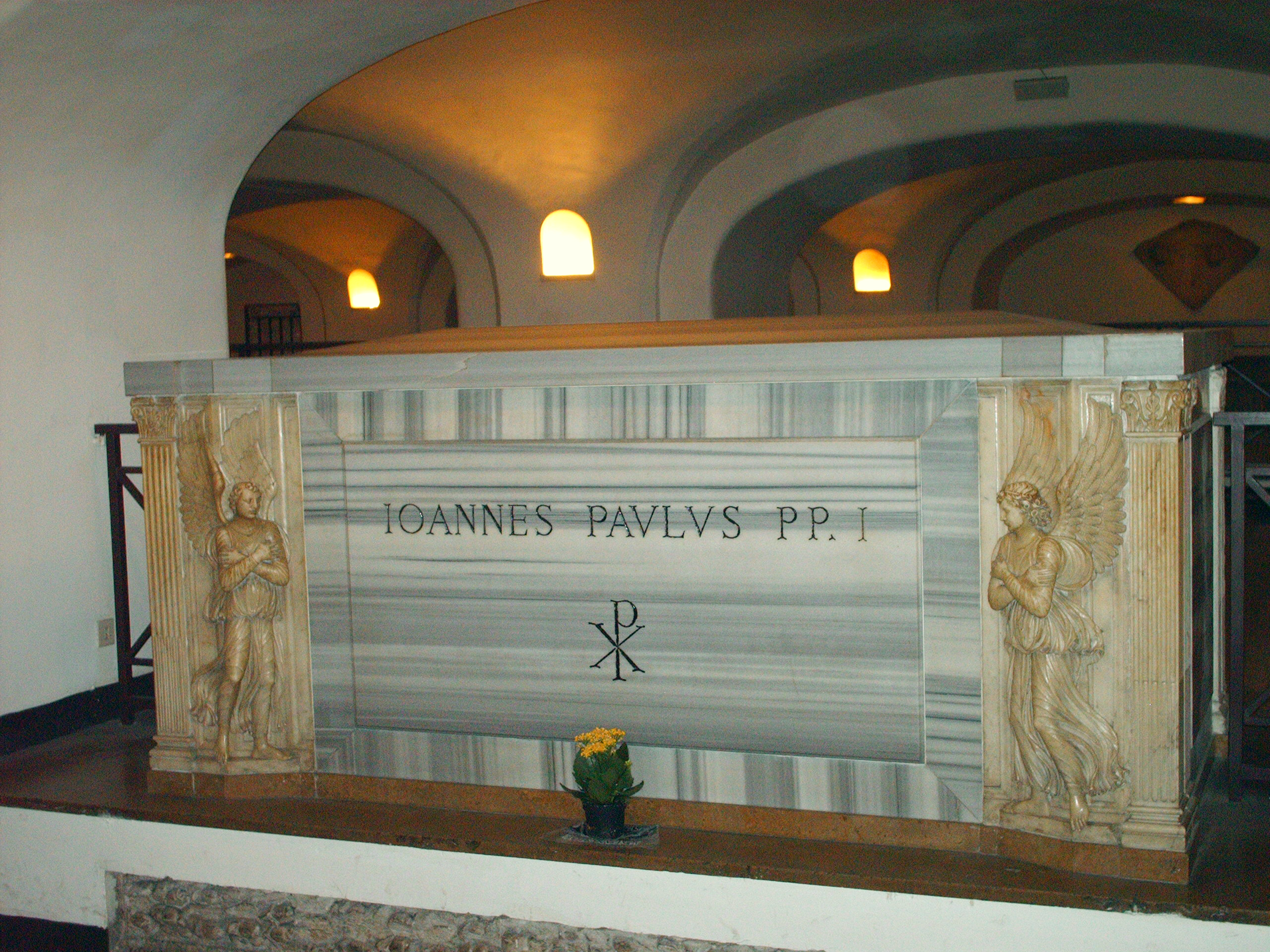

توفي البابا يوحنا بولس الأول فجأة في سبتمبر من العام 1978، بعد 33 يومًا من انتخابه. بعد تقارير متناقضة حول ظروف وفاته والتشوهات الظاهرة حول إصدار شهادة وفاته وغيرها من الإجراءات، اكتسب العديد من نظريات المؤامرة زخمًا.
يتعلق العديد من هذه المخاوف بالفساد الخطير في بنك الفاتيكان المرتبط ربما بالماسونية، وهي محظورة بموجب قانون الكنيسة. لم يُثبت أي من تلك الادعاءات.

## أساس الادعاءات
كثرت التناقضات في تقرير الفاتيكان عن الأحداث المحيطة بوفاة يوحنا بولس الأول، تحديدًا تصريحاته غير الدقيقة حول من وجد الجثة وما كان يقرأه، متى وأين وما إذا كان بالإمكان تشريح الجثة، كل ذلك أنتج عددًا من نظريات المؤامرة، وارتبط العديد منها ببنك الفاتيكان، الذي يمتلك العديد من الأسهم في بانكو أمبروسيانو.
يربط بعض منظري المؤامرة بين وفاة يوحنا بولس الأول في سبتمبر من العام 1978 مع صورة «الأسقف الذي يرتدي الأبيض» الذي قيل أن لوسيا سانتوس وأبناء عمومتها جاسينتا وفرانشيسكو مارتو قد شاهدوه خلال زيارات سيدة فاتيما عام 1917. في رسالة إلى زميل له، قال يوحنا بولس الأول إنه تأثر بشدة لأنه التقى لوسيا وتعهد بأداء تقديس روسيا وفقًا لرؤيتها.

## نظريات المؤامرة

### ديفيد يالوب
اقترح كتاب ديفيد يالوب الصادر عام 1984 «باسم الله» النظرية القائلة بأن البابا كان في «خطر محتمل» بسبب الفساد في بنك الفاتيكان (المعروف رسميًا باسم معهد الأعمال الدينية)، أقوى المؤسسات المالية في الفاتيكان ويمتلك العديد من الأسهم في بانكو أمبروسيانو. خسر بنك الفاتيكان حوالي ربع مليار دولار.
كان هذا الفساد حقيقيًا وكان تورط رئيس البنك، الأسقف بول مارسينكوس إضافة إلى روبرتو كالفي من بانكو أمبروسيانو، معروفًا. اتُهم مارسينكوس، رئيس بنك الفاتيكان، عام 1982 في إيطاليا باعتباره أحد المشاركين بانهيار بانكو أمبروسيانو الذي كلف 3.5 مليار دولار. كان كالفي عضوًا في P2، وهو محفل ماسوني إيطالي غير قانوني. عثر عليه ميتًا في لندن عام 1982 بعد أن اختفى قبل أن يظهر الفساد على الملأ. أعلنت وفاته انتحارًا في البداية، ثم أعيد التحقيق بطلب من أسرته ليترك الحكم بشأن وفاته مفتوحًا.
عند نشر كتابه، وافق يالوب على التبرع بكل قرش يجنيه من المبيعات إلى مؤسسة خيرية من اختيار الفاتيكان إذا وافقوا على التحقيق في ادعائه الأساسي، أنه عندما اكتشف جثمان البابا، كان يمسك بيده الملتوية قطعة من الورق دمرت لاحقًا لأنها تحتوي أسماء أعضاء رفيعي المستوى من الإدارية البابوية كانوا ماسونيين، إضافة غلى غيرهم ممن كان لهم دور في العديد من فضائح الفساد وغسيل أموال مافيا المخدرات. كان أحد الأسماء التي يعتقد أنها موجودة على الورقة اسم الأسقف بول مارسينكوس، الذي رقّاه البابا يوحنا بولس الثاني لاحقًا ليصبح رئيس مدينة الفاتيكان، ما جعله ثالث أقوى شخص في الفاتيكان بعد البابا ووزير الخارجية. لم يعترف الفاتيكان حتى الآن بأي من ادعاءات يالوب، التي لم تُثبت، على الرغم من أن الأخير كشف عن عدد أعضاء المحفل الماسوني من الإدارة الباباوية داخل صفحات كتابه. هناك حظر بابوي على الماسونية، ويحظر بموجب قانون الكنيسة على الروم الكاثوليك أن يكونوا ماسونيين.
لخص يالوب نظرية المؤامرة الخاصة به في كتابه: ثلاثة أساقفة، مارسينكوس وفيلوت وكودي، تآمروا مع ثلاثة أنواع من المافيا، كالفي وسيندونا وجيلي، لقتل البابا يوحنا بولس الأول. «كان من الواضح أن لدى هؤلاء الرجال الستة، مارسينكوس وفيلوت وكودي وكالفي وسيندونا وجيلي، مخاوف كبيرة إذا استمرت بابوية يوحنا بولس الأول... وكانوا جميعًا سيستفيدون إذا مات البابا فجأة».